# Макшеєв Олексій Іванович
Олексі́й Іва́нович Макше́єв (рос. Алексей Иванович Макшеев, 12 травня (24 травня) 1822, Гряда Устюженського повіту Новгородської губернії (нині Вологодська область) — 2 квітня (14 квітня) 1892) — російський військовик і географ.

## Початок служби
Олексій Макшеєв народився в дворянській сім'ї. Освіту здобув спершу в Новгородському корпусі графа Аракчеєва, а тоді у Дворянському полку. 18 серпня 1842 року він став прапорщиком і дістав скерування на службу в лейб-гвардії Литовського полку. Через два роки вступив до Миколаївської академії Генерального штабу. Закінчивши курс в академії, Макшеєв попросив, щоб його послали служити в далеких східних околицях імперії, і його відрядили в Окремий Оренбурзький корпус, куди Макшеєв прибув у грудні 1847-го.

## В Оренбурзі
У січні 1848 року дістав звання поручика; через два місяці його перевели в Генеральный штаб і дали чин штабс-капітана. Цього ж року, з розпорядження командира Окремого Оренбурзького корпусу Володимира Обручова, Макшеєв був відряджений у Киргизький степ, причому в одній із експедицій по дорозі до Раїмського укріплення він, з доручення Івана Бларамберга, вибрав місце для спорудження проміжного поста між Аральським і Раїмським укріпленнями. В липні цього ж року Макшеєв вирушив на шхуні «Константин» з лейтенантом Бутаковим в Аральське море, щоб описувати морські береги, і за відмінне виконання цього завдання був нагороджений орденом святої Анни 3-го ступеня. Повернувшись до Оренбурга, штабс-капітан Макшеєв був призначений старшим ад'ютантом Оренбурзького корпусу у справах Генерального штабу, а в 1850-му його відрядили в Пермську губернію — складати її статистичний опис. Віддавши більш ніж півроку на збирання потрібних даних, Олексій Макшеєв у 1851-му повернувся до Оренбурга й вирушив оглядати степові укріплення, причому мав доручення вибрати місце поблизу Аральського укріплення, в урочищі Казали, щоб там у майбутньому звести форт. У 1852-му Макшеєв став капітаном, а у квітні наступного року, з наказу командира Окремого Оренбурзького корпусу, прибув у розпорядження отамана Оренбурзького козацького війська — Івана Подурова, призначеного начальником передового загону, скерованого ліквідувати кокандські укріплення в нижній течії Сирдар'ї. 4 травня 1853 року загін вийшов із Орської фортеці в Киргизький степ, 3 липня прибув до Ак-Мечеті й почав облогу цієї фортеці. Після того, як надійшли головні сили Оренбурзького загону під командуванням генерала Перовського й почалася масована облога, 21 липня капітана Макшеєва з особистим конвоєм генерал-майора Подурова послали взяти й зруйнувати кокандську фортецю Джулек. Виконавши це доручення, 26 липня повернувся до Ак-Мечеті й 28 липня відзначився в її штурмі, за що дістав орден святої Анни 2-го ступеня, з Імператорською короною. Після взяття Ак-Мечеті Макшеєв тимчасово там залишився й керував рекогностуванням, вибором місць для спостережних постів поблизу цієї фортеці, а також доведенням до належного оборонного стану колишнього кокандського укріплення Кумиш-курган.

## Кримська війна
У жовтні 1853 року Макшеєв повернувся до Оренбурга, а в листопаді став служити в штабі командувача військ 3-го, 4-го і 5-го піхотних корпусів князя Горчакова, який тоді перебував у Бухаресті. Прибувши на місце призначення в лютому 1854-го, Олексій Макшеєв брав участь в облозі фортеці Силістрія й провадив там рекогностування. Вночі проти 17 травня під потужним вогнем противника був у траншеях на правому фланзі передового краю і прикривав траншейні роботи, а 28 травня взяв участь у наступательному русі до Силістрії, який очолював генерал-фельдмаршал граф Паскевич-Еріванський. Відзначившись у цих діях, капітан Макшеєв дістав орден святого Володимира 4-го ступеня, з бантом.

## В Академії Генерального штабу
У листопаді 1854 року Олексій Макшеєв подав рапорт Дмитрові Мілютіну з проханням про призначення на військово-навчальну службу або на роботу при Академії, щоб змогти обробити власноручно зібраний за шість років в Оренбурзі матеріал. З імператорського наказу, на початку 1855 року Макшеєв став ад'юнкт-професор у галузі військової статистики при Імператорській військовій академії. У цьому ж році його вибрали дійсним членом Російського географічного товариства. У квітні 1856 Макшеєву дали чин підполковника. У 1857-му відрядили, з наказу царя, на рік за кордон, щоб там збирати дані в галузях військових наук та військової організації, а також вивчати військову статистику. Мав завдання, крім головних держав Європи (Англії, Франції, Австро-Угорщини і Пруссії), відвідати Бельгію, Швейцарію, Іспанію, Алжир, Єгипет, Сирію та Туреччину. Вернувшись із відрядження, Олексій Макшеєв у серпні 1859-го дістав звання полковника, в грудні 1860 року став професором військової статистики, а в листопаді 1864 року був призначений членом дорадчого комітету Головного управління Генерального штабу. У березні 1866-го Олексій Макшеєв став генерал-майором.

## Поїздка до Туркестану
У червні 1867 г., з імператорського веління, Макшеєва відрядили в Туркестанську область вивчати ці краї в стратегічному й статистичному планах. 18 липня він вирушив із Орська Сирдар'їнською лінією в Киргизький степ і до Туркестану. Проїхавши через форт Перовский, Чимкент, Вірний і Семипалатинськ на Сибірську лінію, в грудні 1867 року повернувся до Петербурга.

## Робота в Академії
У березні 1871 Олексій Макшеєв дістав звання заслуженого професора і в наступному році взяв участь у роботі Міжнародного статистичного конгресу.
Під час російсько-турецької війни 1877–1878 років імператор Олександр II, звернувши особливу увагу на відмінну службу офіцерів Генерального штабу в зв'язку з воєнними діями й побачивши в цьому результати плідної діяльності Миколаївської академії Генерального штабу, оголосив Макшеєву, а також іншим членам конференції академії, монаршу прихильність.
У серпні 1879-го Олексій Макшеєв дістав чин генерал-лейтенанта, а у квітні 1880 року став почесним членом конференції Миколаївської академії Генерального штабу, залишаючись членом Військово-ученого комітету Головного штабу.
Олексій Макшеєв помер 2 квітня 1892 року. Похований на кладовищі в селі Ільїнському (за три кілометри від Гряди).

## Оцінка діяльності
Майже всі твори Макшеєва присвячені Середньої Азії. Близько ознайомившись із широкою азійською ареною, він дійшов висновку про неправильний підхід до військової історії в тогочасній Росії. Ось що написав Олексій Макшеєв про речі, які його цікавили, начальникові Академії в 1858 році, подорожуючи за кордоном і готуючись обійняти кафедру військової статистики:
Думки про Середню Азію не покидали Макшеєва і під час його зарубіжного відрядження; про неї він думал, коли перебував в Алжирі та Єгипті. В одному з листів до начальника Академії Макшеєв висловив у зв'язку з цими поїздками, свій погляд на роль Росії в Азії:
Як військовика і патріота Росії, Макшеєва хвилювало суперництво двох імперій на Сході — Російської та Британської. Він був прихильник екстенсивного розширення Росії за рахунок приєднаних територій — на той час передусім Казахстану й країн Середньої Азії. Згідно зі своїми поглядами, проголошував ідею культуртрегерства Росії в Азії. Водночас, будучи науковцем і маючи широкий світогляд, він обстоював інтенсивний розвиток набутих російських володінь завдяки ретельному вивченню тамтешніх природних умов і подальшому впровадженню в життя новітніх методів господарювання — з урахуванням зарубіжного колонізаційного досвіду. Взявши за основу своє довголітнє дослідження Туркестану, Олексій Макшеєв написав одну з головних праць — «Исторический очерк Туркестана и наступательного движения в него русских». Цей учений зібрав доволі велику бібліотеку на історичну та географічну тематику цього краю.
Як знавець середньоазійських країн і дослідник Сходу, Макшеєв написав кілька літературних творів, які свого часу публікувались у таких виданнях: «Военный Сборник», «Русский инвалид», «Морской Сборник», «Вестник Географического Общества». Вони також виходили окремими книжками і брошурами.

## Стосунки з Тарасом Шевченком
У травні — червні 1848 року в Аральській описовій експедиції Олексій Макшеєв познайомився з Тарасом Шевченком і провів разом з ним кілька місяців — до початку листопада. Між ними встановилися дружні взаємини. 26 березня 1849 Шевченко написав йому теплого листа. У 1860 вони зустрілися в Петербурзі. В родині Макшеєвих був зошит-альбом з віршами й малюнками Шевченка (не зберігся). Олексій Макшеєв — автор спогадів про українського поета. В Раїмі між 19 червня і 25 липня 1848 Шевченко виконав аквареллю портрет Макшеєва, про що той згадав у своїй книжці «Путешествия по киргизским степям и Туркестанскому краю» (СПБ, 1896). Уточнив, що твір не закінчено і пізніше його домалював О. І. Чернишов — брат художника О. П. Чернишова. До 1920 року портрет зберігався в родині Макшеєвих у Петербурзі, а де він тепер — невідомо.

## Твори

### Статті
- Описание низовьев Сыр-Дарьи. // «Морской Сборник», 1856 г. т. XXIII, № 9
- Степные походы. // «Русский Инвалид», 1856 г. № 19 и 20
- Показание сибирских казаков Милюшина и Батарышкина, бывших в плену у кокандцев с 1849 по 1852 г. // «Вестник Русского Географического Общества», 1856 г., кн. IV
- О военной статистике в России. // «Вестник Русского Географического Общества», 1858 г. № 9
- Заметки о современном Египте, по поводу сочинения: L'Egypte contemporaine, par Paul Merruau // «Вестник Русского Географического Общества», 1860 г. № 2
- Очерк современного состояния Алжирии. // «Вестник Русского Географического Общества», 1860 г., № 3
- Остатки старинного города на Сыр-Дарье. // «Санкт-Петербургские Ведомости», 1867 г., № 60
- Ещё несколько слов о развалинах Джаны-кента. // «Русский Инвалид», 1867 г., № 87
- Поход в пустыню Гаркур. (Перевод с французского). // «Военный Сборник», 1869 г., № 6
- Описание Аральского моря. // «Записки Географического Общества», 1851 г., кн. V
- Оренбургский край. // «Военный энциклопедический лексикон», 2-е изд., т. IX. СПб., 1855
- О рыбоводстве на озере Великом, Боровичского уезда. // Памятная книжка Новгородской губернии на 1864 г.
- Географические, этнографические и статистические материалы о Туркестанском крае, с картою. // «Записки Географического Общества», т. II, 1871
- Из дневника русского путешественника по Алжирии. // «Всемирный Путешественник». СПб., 1869
- Хивинская экспедиция, 1839 г. // «Русская старина», 1873
- Несколько дополнений к биографии Якуб-Бека. // А. Н. Куропаткин. Кашгария. СПб., 1879
- Рекогносцировка истока Яны-Дарьи в 1853 г. / А. В. Каульбарс. Низовья Аму-Дарьи. // «3аписки Географического Общества», т. IX, 1881
- Воспоминанія о Т. Г. Шевченко. «Русская старина», 1914, № 5 [Архівовано 14 листопада 2013 у Wayback Machine.]

### Книжки
- Сборник сочинений офицеров Николаевской академии генерального штаба, под редакцией полковника Макшеева
- Военно-статистическое обозрение Российской Империи. — СПб., 1867
- Географические сведения книги Большого чертежа о киргизских степях и Туркестанском крае. — СПб., 1879
- Исторический обзор Туркестана и наступательного движения в него русских. — СПб., 1890
- Военно-статистическое обозрение Пермской губернии. — СПб, 1852
- Доклад на 8-й сессии международного конгресса, бывшей в Санкт-Петербурге в 1872 г. — СПб., 1872 (разом із Петром Семеновим-Тянь-Шанським)
- Карта Джунгарии составленная шведом Ренатом во время его плена у калмыков с 1716 по 1733 год. — СПб., 1881
- Путешествия по Киргизским степям и Туркестанскому краю. — СПб., 1896
- Список ученых и литературных трудов профессоров академии генерального штаба и офицеров, получивших в ней образование. По поводу 50-летнего юбилея академии. — СПб., 1882